# (26497) 2000 CS1
2000 سي أس 1 (ويعرف أيضًا باسم (26497) 2000 سي أس 1 وفق تسمية الكوكب الصغير) (بالإنجليزية: 2000 CS1)‏ هو كويكب ضمن حزام الكويكبات؛ وترتيبه 26497 من حيث الاكتشاف.
اكتُشف هذا الجُرم الفلكي بواسطة Giuseppe Forti ‏ في 3 فبراير 2000.

## وصلات خارجية
- (26497) 2000 CS1 في قاعدة بيانات مختبر الدفع النفاث لأجرام النظام الشمسي الصغيرة

- الاكتشاف · مخطط المدار ·  العناصر المدارية · المعلمات المادية

- (26497) 2000 CS1 على موقع ويكي سكاي: DSS2, SDSS, GALEX, IRAS, Hydrogen α, X-Ray, Astrophoto, Sky Map, Articles and images